# Ranunculus chrysoleptos
Ranunculus chrysoleptos är en ranunkelväxtart som beskrevs av Brodtb. och Dunkel. Ranunculus chrysoleptos ingår i släktet ranunkler, och familjen ranunkelväxter. Inga underarter finns listade i Catalogue of Life.